# Of sun and moon
Of sun and moon is het vijfde muziekalbum van de Finse muziekgroep Overhead. De muziek van dit album is het beste te omschrijven als progressieve rock met de nadruk op rock. 
Pas in 2023 zou het volgende studioalbum uitgebracht worden: Telepathic minds.

## Musici
- Alex Keskitalo – zang en dwarsfluit
- Jaakko Kettunen – gitaar
- Janne Pylkkönen – basgitaar, achtergrondzang
- Tarmo Simonen – toetsinstrumenten
- Ville Sjöblom – slagwerk, achtergrondzang

## Muziek
| Nr. | Titel                        | Duur |
| --- | ---------------------------- | ---- |
| 1.  | Lost inside part 2           | 4:57 |
| 2.  | Berlin                       | 4:11 |
| 3.  | An afternoon of sun and moon | 5:15 |
| 4.  | Aftermath                    | 5:11 |
| 5.  | Syriana                      | 4:05 |
| 6.  | Grotte                       | 3:38 |
| 7.  | Last broadcast               | 6:17 |
| 8.  | Alive                        | 7:46 |
| 9.  | Angels and demons            | 7:24 |